# 비밀연애
《비밀연애》는 대한민국의 JTBC의 예능 프로그램이다. 외딴곳에 모인 다섯 쌍의 커플들에게 이상한 과제가 주어지는데, 그것은 바로 '본인의 연애 상대가 누구인지 숨기는 것'. 누구보다 가깝게 지내던 그 혹은 그녀와의 낯선 3일이 시작된다.